# Trollhättan
Trollhättan ([ˈtrɔ̂lːˌhɛtːan]ⓘ lit. la capucha del trol) es una ciudad sueca capital del municipio homónimo en la provincia de Västra Götaland, en la costa oeste de Suecia. Es reconocida internacionalmente por ser sede de la planta de ensamblado de Saab Automobile.
Se encuentra ubicada a 75 km al norte de la segunda ciudad más grande de Suecia, Gotemburgo. Además es la vigésima tercera ciudad más poblada del país con un total de 49 897 habitantes para el 2018.

## Historia
Trollhättan fue fundada en las orillas del río Göta, en el lugar de las Cataratas de Trollhättan. El sitio fue mencionado por primera vez en la literatura en 1413. Durante siglos, Trollhättan fue un obstáculo para los barcos que viajan por el río, hasta que un sistema de esclusa fue terminado en el siglo XIX. Desde entonces, el sistema ha sido modernizado en varias oportunidades y las actuales fueron culminadas en 1916.
En el siglo XIX, la energía hidroeléctrica se desarrolló en Trollhättan. La corporación energética sueca Vattenfall ("cascada") tomo su nombre de las Cataratas de Trollhättan. Hoy la ciudad cuenta con dos centrales hidroeléctricas operativas, Olidan y Håjum. La industria de la energía hidroeléctrica ha ayudado a la ciudad en su revolución industrial.
Trollhättan obtuvo el rango de ser denominada ciudad (el cual hoy no tienen ningún efecto legal, pero es puramente histórico) en 1916 y en ese momento contaba con 15 000 habitantes, ahora ha crecido hasta 54 000 habitantes (2005).

### Etimología
El nombre Trollhättan proviene de los cuentos folclóricos. La gente creía que gigantes troles vivían en el Río Göta y que en las islas en el río se encontraban sus cavernas. Otros nombres antiguos del área eran Eiðar y Stora Edet; este último nombre aún se mantiene en el municipio fronterizo sur de Lilla Edet. Las Cataratas de Trollhättan se le considera el origen de la mitología nórdica llamada Mímir.

## Demografía
Trollhättan mantuvo tasas de crecimiento poblacional de 3% a 4% anual hasta 1970. Entre 1910 y 1920 presentó el mayor repunte duplicando prácticamente la población de 7.920 en 1910 hasta 14.763 habitantes en 1920. A partir de la década de los ochenta el crecimiento de la ciudad se detuvo a niveles menores al 0.1% anual.
Fuente:Statistiska centralbyrån - Befolkning i tätorter 1960-2005

## División administrativa
La ciudad está distribuida en 24 distritos:
- Björndalen
- Centrum
- Dannebacken
- Egnahem
- Halvorstorp
- Hjortmossen
- Hjulkvarn
- Hojum
- Karlstorp
- Kronogården
- Källstorp
- Lextorp
- Malöga
- Sandhem
- Skoftebyn
- Skogshöjden
- Skogstorpa
- Stallbacka
- Stavre
- Strömslund
- Sylte
- Tingvalla
- Torsred
- Överby

## Economía
Trollhättan congrega un número importante de industrias, sobre todo es sede de los principales centros de producción de Saab Automobile y Volvo Aero. La zona, también agrupa la mayoría de los proveedores de estas dos empresas. En el pasado, Trollhättan fue sede de Nydqvist & Holm AB (NOHAB) la cual producía locomotoras y Stridsberg & Biörk que se especializaba en sierras para aserraderos.

### Industria cinematográfica

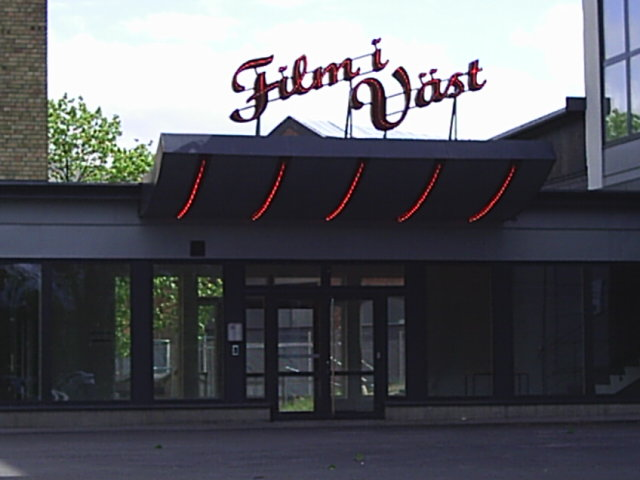
Estudios de cine Film i Väst.

La ciudad es sede de un conjunto de estudios de producción de cine, conocidos como Trollywood, que buscan convertirse en la principal región cinematográfica de Europa del Norte. Entre las películas más destacadas filmadas en la ciudad se incluyen: Fucking Åmål, Storm, Dancer in the Dark y Dogville. Todas ellas realizadas por el estudio de cine Film i Väst quienes ubicaron su sede en Trollhättan y producen aquí alrededor de la mitad de las películas suecas de largometraje. Además la ciudad creó un Paseo de la Fama donde se exhiben una serie de estrellas, de personalidades que han sido protagonistas del cine en Trollhättan como Stellan Skarsgård y Nicole Kidman entre otros.

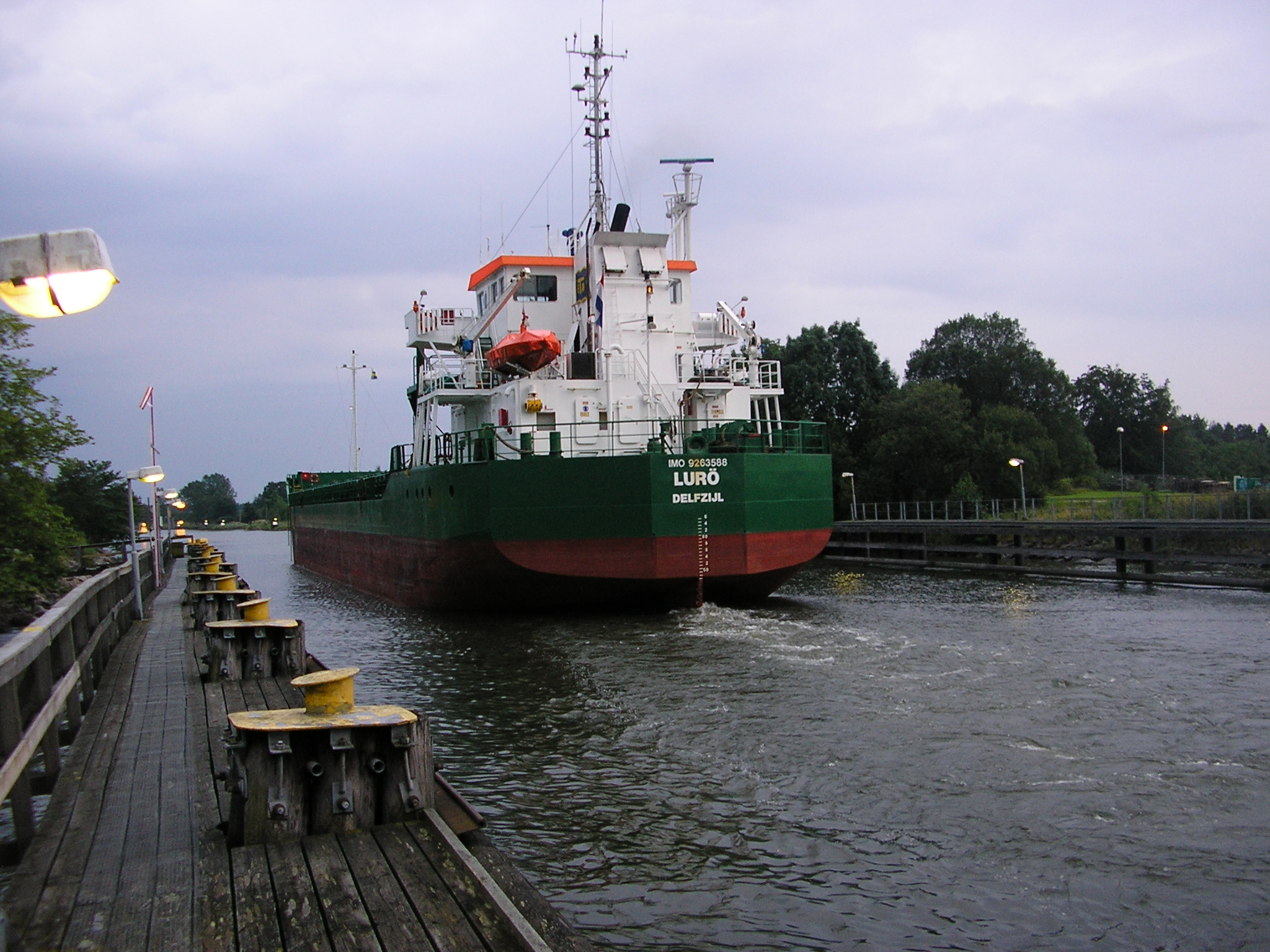
Karls grav, parte del canal de navegación de Trollhättan.

### Canal de Trollhättan
El canal de navegación de Trollhättan atraviesa la región de Götaland; uniendo el lago Vänern con el estrecho de Kattegat dando salida al Mar del Norte a través del río Göta. Forma parte del llamado Canal Göta, columna vertebral de un curso de agua, que se extiende por 614 km, uniendo una serie de lagos y ríos para proporcionar una ruta de Gotemburgo en la costa oeste, hasta Söderköping en la costa este en el Mar Báltico. El canal no solo cumple un alto valor recreativo para la ciudad, sino una importante función económica para la región y para Suecia.
Hoy en día, 20.000 barcos pasan anualmente a través del canal y 3,5 millones de toneladas de mercancías se transportan en él. El Museo del Canal en Trollhättan ubicado en Trollhättan muestra a los turistas y visitantes los más de 200 años de historia del desarrollo del canal.

### Turismo
El principal atractivo turístico de la ciudad, el cual es considerado una de las siete maravillas del oeste de Suecia, son el sistema de Esclusas de Trollhättan sobre el río Göta, construidas en el siglo XIX. Los visitantes pueden observar, como los barcos y botes siguen su trayecto a través de un río que fluye no menos de 300.000 litros de agua por segundo.
Además entre los principales centros turísticos se encuentra:
- Museo de automóviles de Saab.[6]
- Museo del Canal en Trollhättan.[11]
- Centro de Ciencias Innovatum.[6]
- Paseo de la Fama de Trollhättan.[9]

El dialecto sueco que se habla en Trollhättan es típico götamål, es decir la entonación melodiosa del occidente de Suecia, a veces se dice que es parecida a la entonación del noruego.

#### Eventos

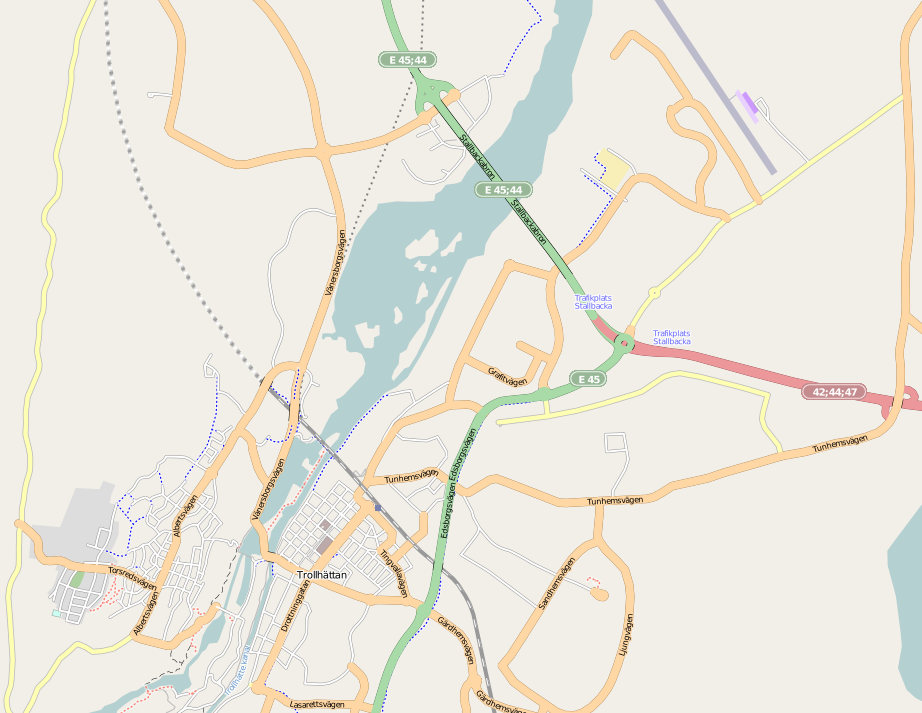
Mapa de Trollhättan

Entre los eventos recurrentes de la ciudad se identifican:
- Días de las cataratas, es el festival más antiguo de Suecia,[13] comienza el tercer viernes de julio de cada año. A lo largo del festival se pueden apreciar actividades deportivas, teatro, danza y fuegos artificiales. Por coincidir con el verano sueco, este es muy concurrido.[13]

- Días de las bicicletas', es una feria en la cual se exhiben nuevos modelos de bicicletas, además de demostraciones acrobáticas. Se realiza todos los Agostos de cada año.[13]

- Rally Strömkarl (en sueco, Strömkarlsrally), es un rally que se efectúa todos los meses de septiembre a lo largo de 120 km. Este inicia y culmina en el Museo de automóviles de Saab.[13]

- Río Cultural, en una feria cultural a lo largo del río Göta, en donde artistas y artesanos exhiben sus trabajos y diseños cada año cuando llega el otoño. A lo largo de los últimos años ha tomado mayor fuerza esta feria cultural.[13]

- Mercado de Octubre, es un mercado tradicional organizado desde principios del siglo siglo XVI. Este se originó al sur de Vänern, en Vassbotten cerca del pueblo llamado Brätte. Desde sus inicios concentró mercaderes de las ciudades cercanas que se agrupaban en el lugar para ofrecer sus mercancías. Hoy en día, se identifica por ser un mercado de otoño y continua atrayendo a los comerciantes del sector. Se realiza el primer sábado de octubre de cada año en Trollhättan y posteriormente el último sábado de octubre se muda a Vänersborg.[13]

## Naturaleza
Entre los principales atractivos naturales de la ciudad se identifican:

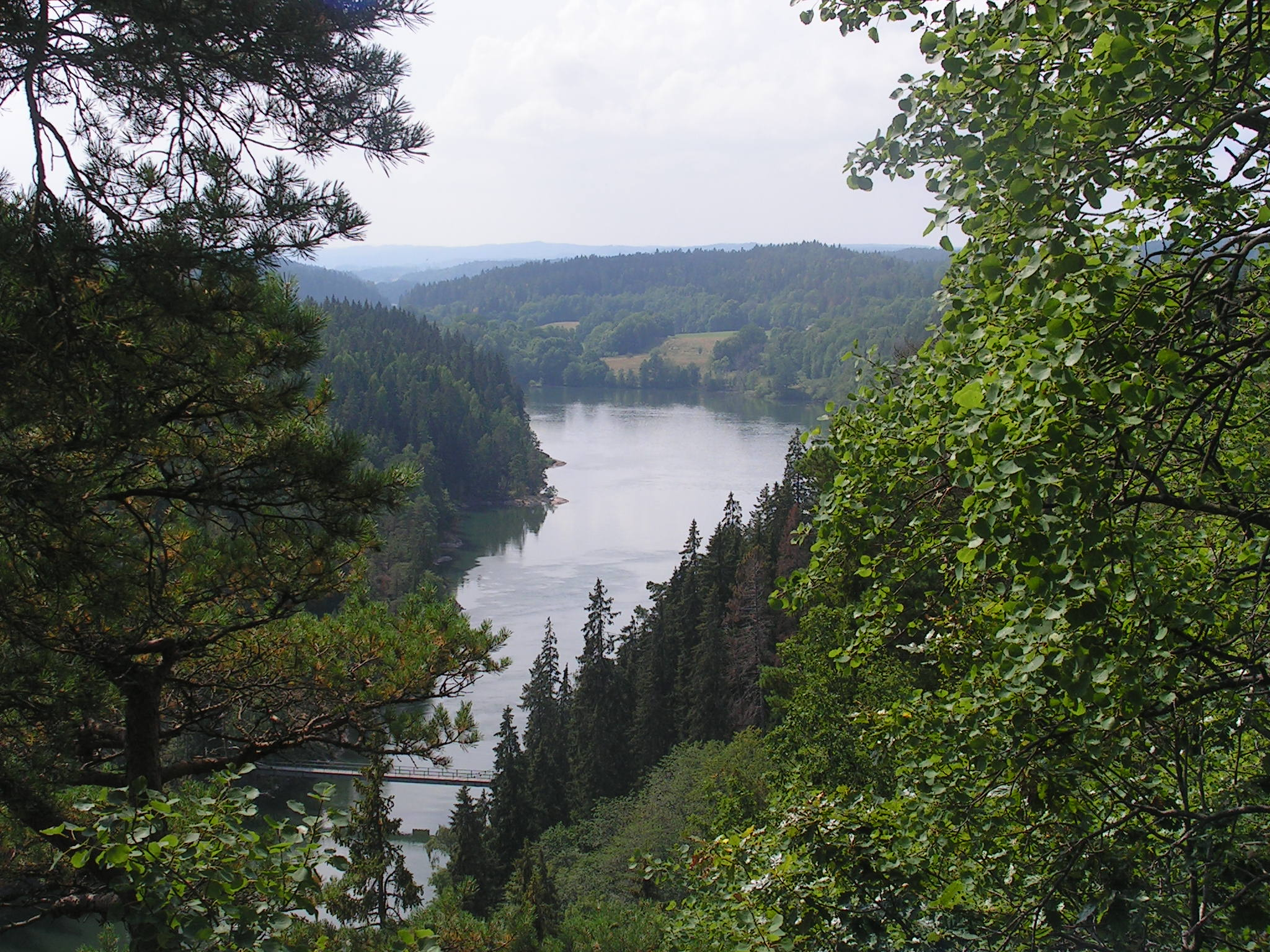
Río Göta por su paso por Trollhättan.

### Río Göta
El río Göta es la principal fuente de agua de la ciudad. Este drena desde el lago Vänern hasta el Kattegat cerca de la ciudad de Gotemburgo en la costa occidental sueca del mar del Norte. Tiene una longitud de 93 km, drena una cuenca de 50.230 km². y maneja un caudal máximo de 1000 m³/s. Se estima que en caso de fuertes lluvias, sería necesario aumentar el flujo para evitar que las inundaciones del lago Vänern causen grandes daños y derrumbes a lo largo del cauce del río.
Hoy en día al río se le permite seguir su trayectoria original sólo en ocasiones especiales. Su flujo es controlado para el manejo del canal de esclusas de Trollhättan y las centrales hidroeléctricas, regular el nivel del agua del lago Vänern o como una atracción turística, por ejemplo durante las jornadas de los "Días de las cataratas" (tercer viernes de julio de cada año).

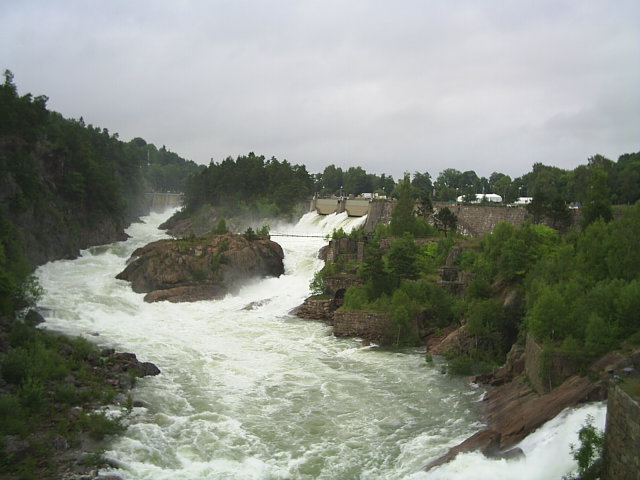
Las Cataratas de Trollhättan vistas desde el Puente de Oskar.

### Cataratas
Son una formación natural que se forma en el río Göta. La caída total del río entre el lago Vänern y el mar es de 44 metros, siendo las Cataratas de Trollhättan la mayor caída con 32 metros (72% del total). La caída se inicia en el Puente de Malgö en el centro de Trollhättan y el Puente Strömkarlsbron sirve como una barrera para las cataratas. El mejor lugar para contemplar las cataratas es desde el Puente de Oskar. En las noches existe iluminación especial para resaltar su belleza.
Junto al Canal de esclusas de Trollhättan, las cataratas son una de las principales atracciones turísticas del oeste de Suecia. Además a través de los siglos, el lugar ha inspirado a visitantes y artistas, como Esaias Tegnér, Otto Lindblad y Carlos Linneo, en el desarrollo de reconocidas obras.

## Educación
Trollhättan es sede del University College West, llamada Högskolan i Trollhättan/Uddevalla antes del 2005

## Arquitectura
Entre los principales edificios y estructuras de la ciudad se identifican:

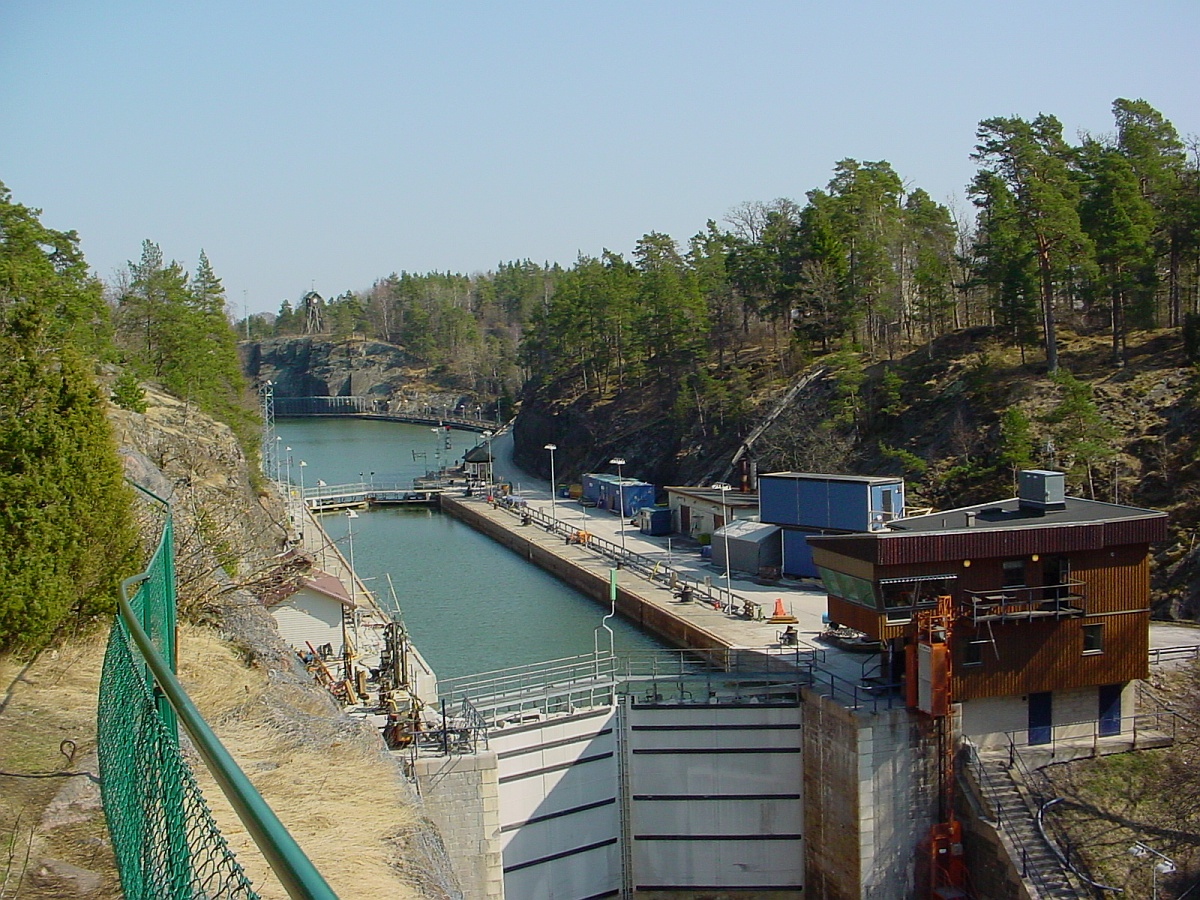
Sistema de esclusas Trollhättan sluss, construidas en 1916.

### Esclusas
Bajo el poder de Carlos IX de Suecia, se inició en 1607 la construcción del Canal de Trollhättan. A lo largo de las obras la adecuación de las cataratas fueron siempre la principal dificultad natural para el desarrollo del proyecto. En los Años 1700, Christopher Polhem (1661-1751) impulsó el desarrollo conocido como Polhems slussled, siendo este el primer proyecto formal para permitir la navegación en el río Göta a través de dos sistemas de esclusas para sobrepasar los obstáculos naturales del río. Sus trabajos comenzaron en 1747 en Trollhättan pero no pudieron ser culminados por falta de dinero. Fue hasta el año de 1800, cuando se inauguró el primer enlace navegable entre el lago Vänern y el Mar del Norte una vez pudo ser sobrepasado las Cataratas de Trollhättan a través de un sistema de esclusas. Sin embargo, la capacidad era muy pequeña y para cuando el Canal Göta abrió en 1832, el canal requirió posteriores desarrollos. Aproximadamente 11 km del río han sido acondicionados a través de derivaciones y esclusas para hacerlo navegable siendo el último proyecto inaugurado en 1916 y siendo usado aún a la fecha.
Trollhättan sluss es el sistema de esclusas más importante del canal y se ubican en la ciudad Trollhättan. Este cuenta con un ascenso de 32 metros a través de cuatro esclusas. Además en el lugar se encuentra cafés, una marina, el parque Gamle Dal’n (sector donde agrupa las esclusas en desuso), el Museo del Canal en Trollhättan y excursión en barco por el canal para los turistas.

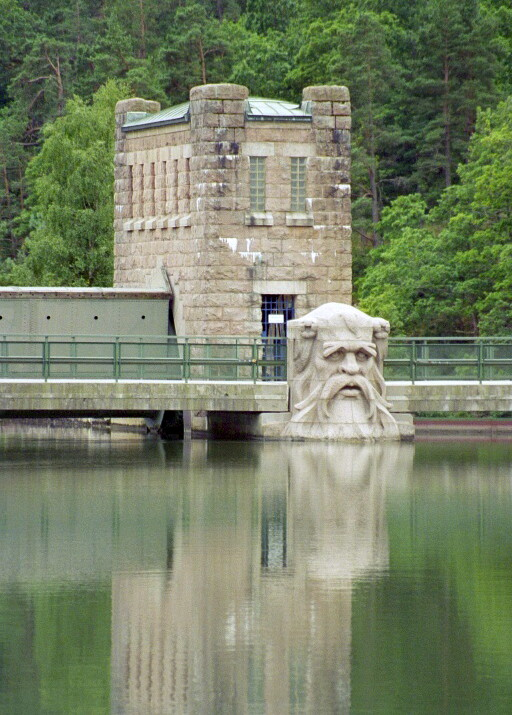
Puente Strömkarlsbron, construido por Erik Josephson y escultura de Carl Eldh.

### Puentes

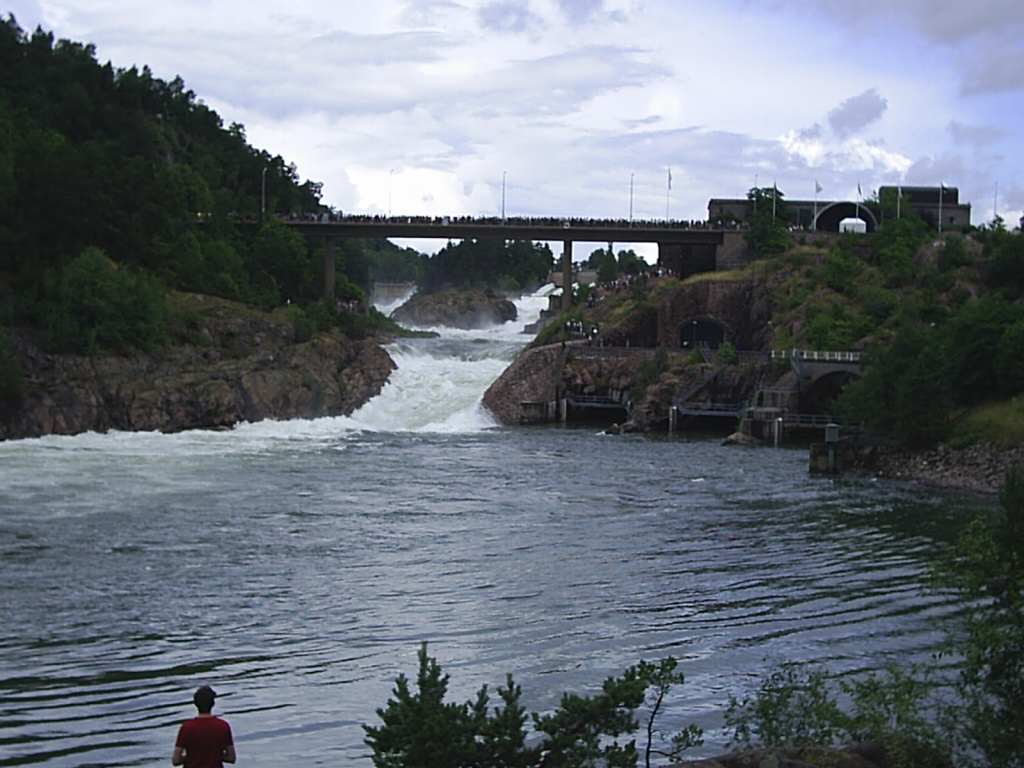
Vista del río Göta, del Puente de Oskar y las Cataratas de Trollhättan al fondo.

Siendo el río Göta, el principal medio de transporte de la ciudad, sobre este se han construido varios puentes que han sido significativos a lo largo de la historia de la ciudad. Los más importantes son:
- El Puente Stallbacka (en sueco: Stallbackabron). Con 1392 metros, es uno de los más largos y altos de Suecia fue inaugurado en 1981.
- El Puente Lyftbron (Lyftbron). Es un puente ferroviario que cruza la ciudad. Una sección de él es fija y la otra es levadiza. Para 1877, esta última sección era giratorio pero en 1913 fue sustituido por una base permanente.
- El Puente Mossbergsbron. Entre Mossberget y Hjulkvarnsholmen.
- El Puente Lilla Spiköbron. Entre Prästskedesholmen y Spiköbron.
- El Puente Spiköbron. Entre Spikön y la orilla oeste del río. Fue construido en 1941
- El Puente de Malgö (Malgöbron). Inicio de la caída de las Cataratas de Trollhättan, une a Spikön y Malgön. Construido en 1990.
- El Puente Strömkarlsbron (Strömkarlsbron). Construido en 1908, Ha sido diseñado por el arquitecto Erik Josephson y lleva el nombre de la escultura, Nixe, del artista Carl Eldh.[22]
- El Puente Betongbro. Construido en 1915 y pasa sobre el canal de la Central hidroeléctrica Olidan uniendo los sectores de Spikön y Malgön.
- El Puente Kyrkbron. Uniendo la Central hidroeléctrica Olidan con la Central hidroeléctrica Håjum.
- El Puente de Oskar (Oskarsbro). Construido en 1969, es un lugar recomendado para contemplar las Cataratas de Trollhättan. Antes de 1969, se elevaba en el lugar el Puente del Rey Oscar.[23]
- El Puente Betongbron. Constituye la sala de reparación de conducto de entrada a la Central hidroeléctrica Olidan.

## Galería

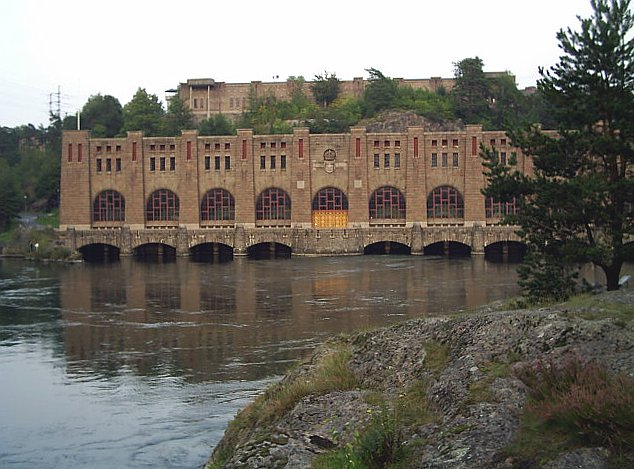
Central hidroeléctrica Olidan
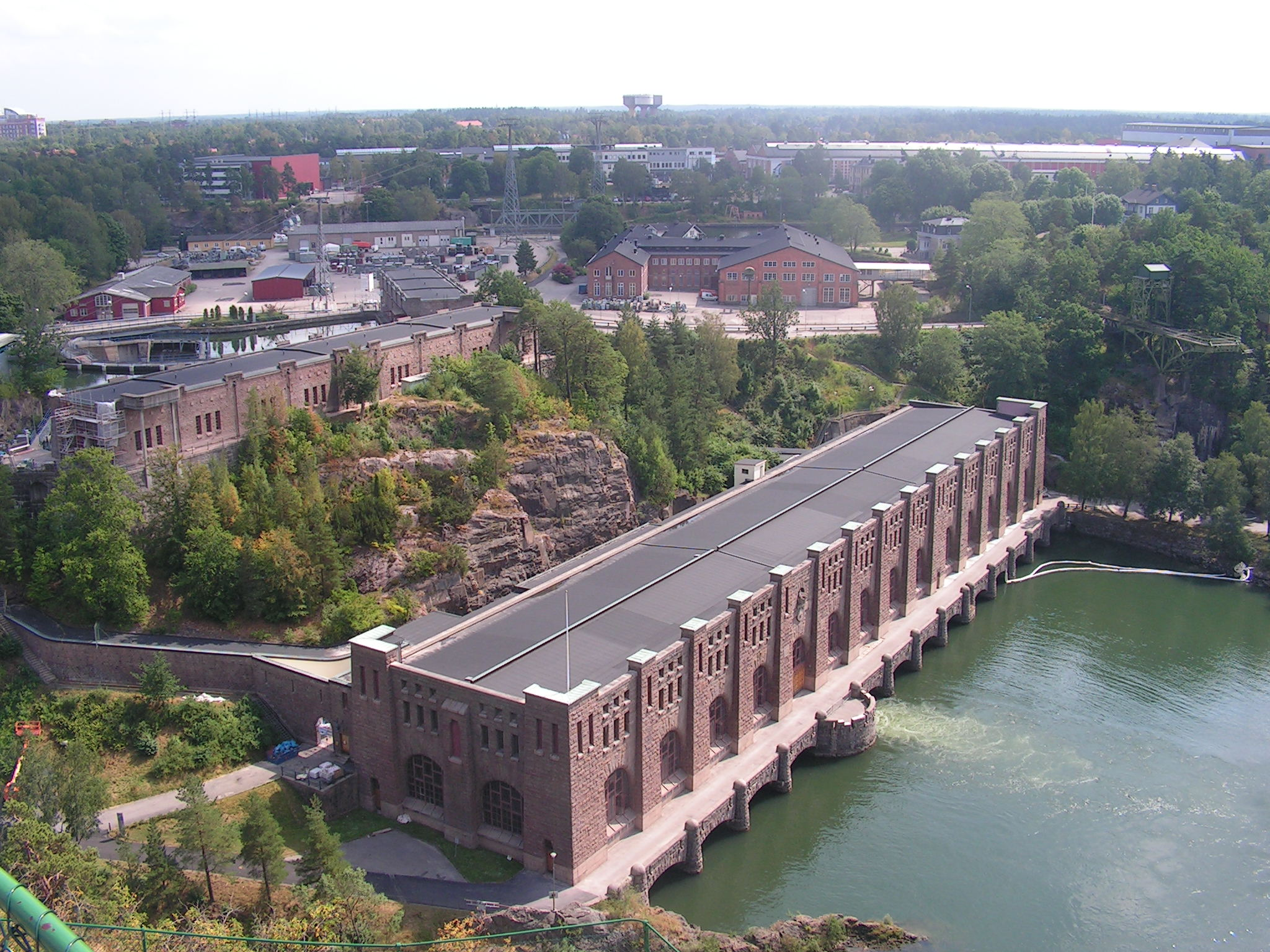
Central hidroeléctrica Olidan - Vista Aérea
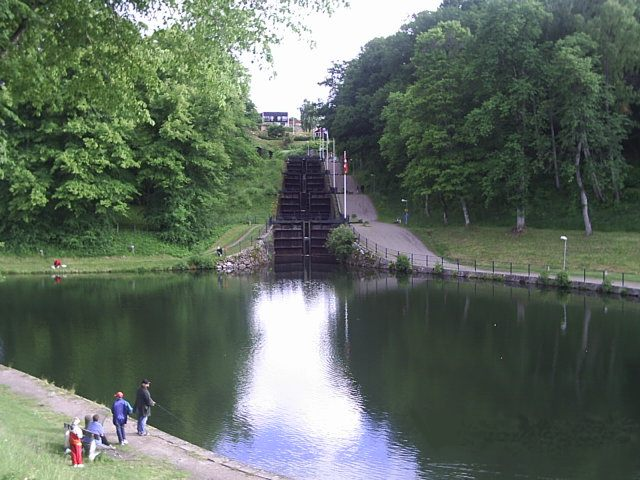
Antiguas esclusas de 1844 ubicados en el parque Gamle Dal’n
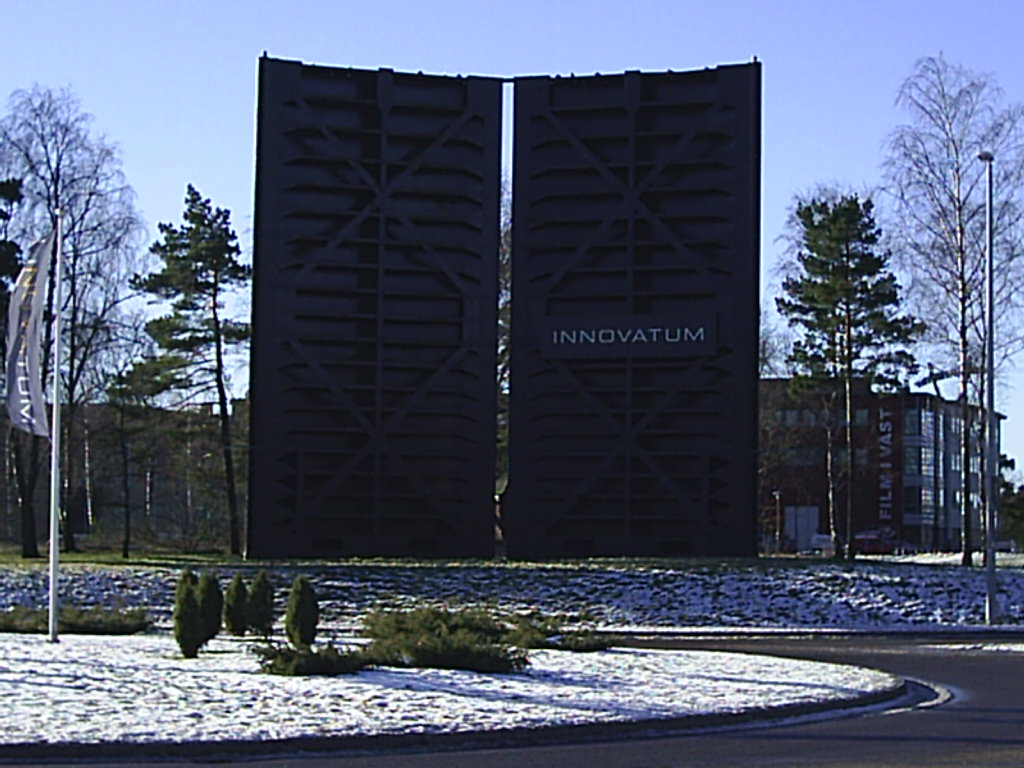
Innovatum y entrada a los estudios de cine Film i Väst
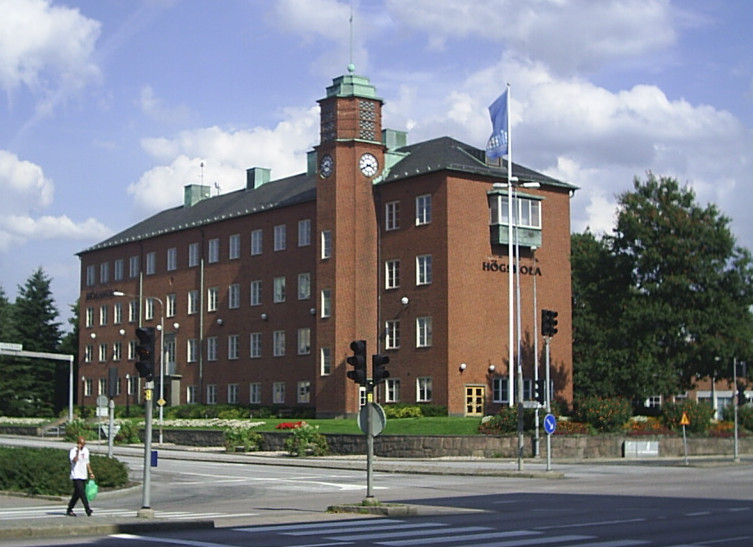
University College West, llamada Högskolan i Trollhättan antes del 2005
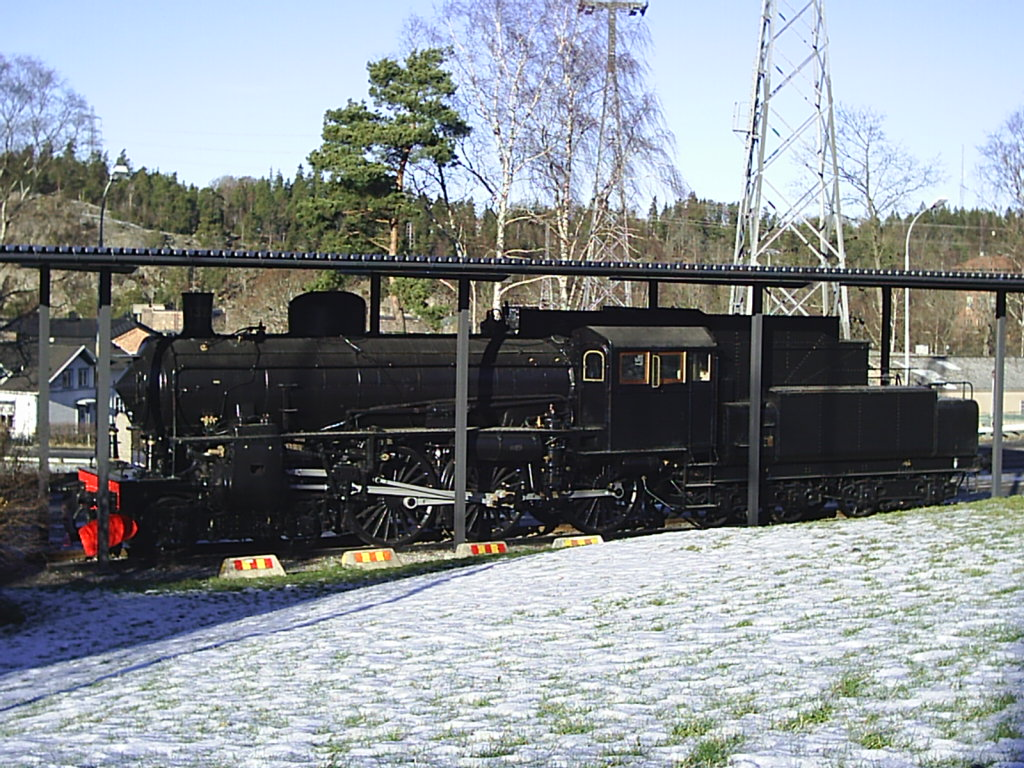
Nydqvist & Holm AB (NOHAB) la cual producía locomotoras en Trollhättan
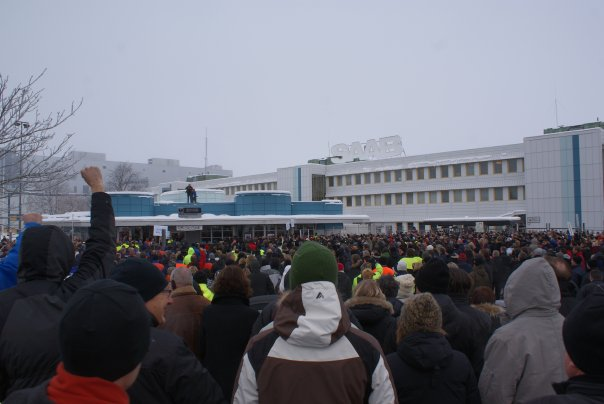
Manifestación contra el cierre de Saab Automobile
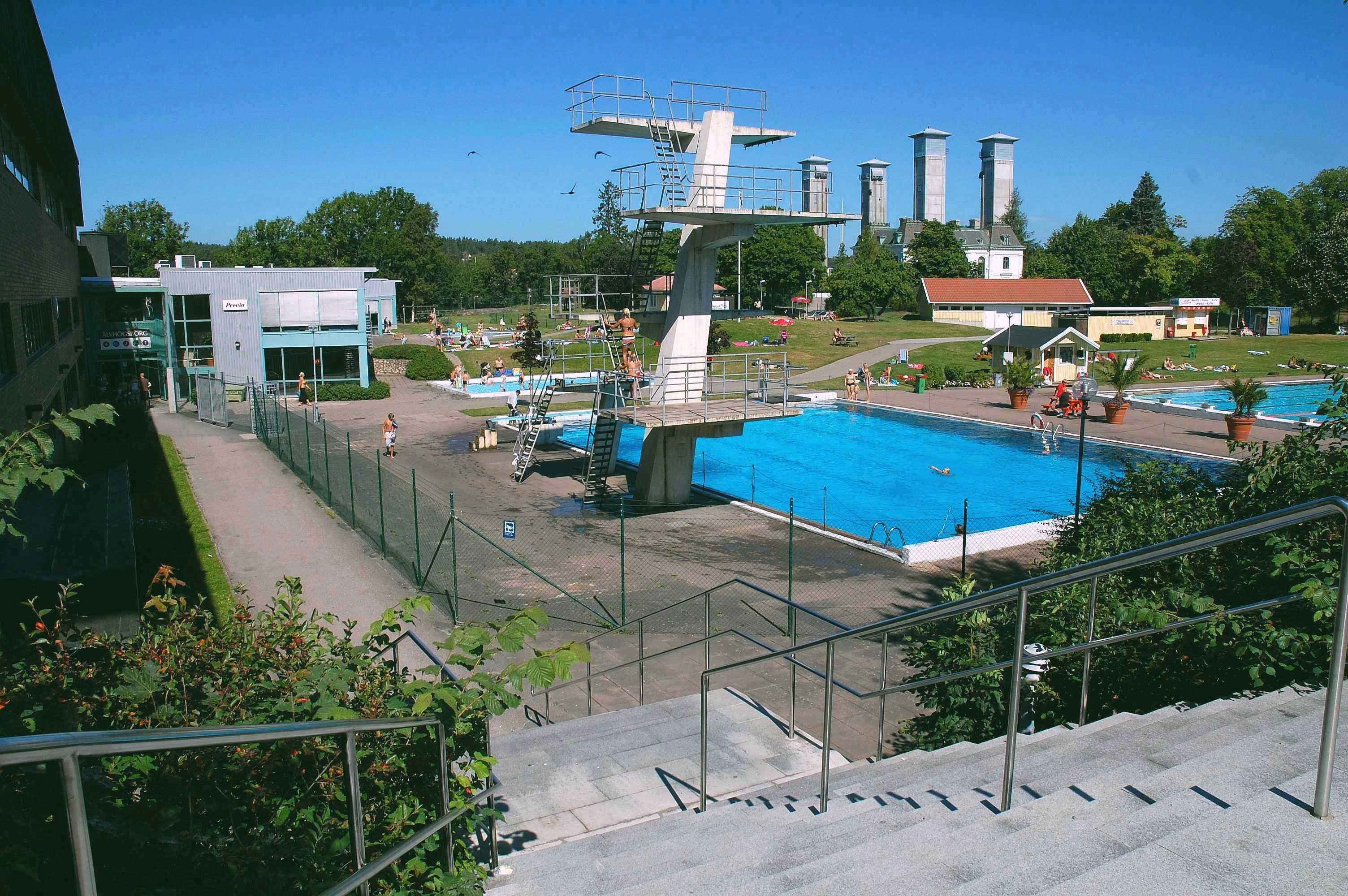
Älvhögsborg en Trollhättan, antes de las obras de reconstrucción en 2009-2010